# Панцулая Давид Павлович
Давид Павлович Панцулая (1895, село Хоні Кутаїської губернії, тепер Грузія — розстріляний 27 січня 1938, місто Тбілісі, тепер Грузія) — грузинський радянський партійний діяч, член Секретаріату ЦК КП(б) Грузії, 1-й секретар Горійського районного комітету КП(б) Грузії. Член Президії (Бюро) ЦК КП(б) Грузії з 1929 по 14 листопада 1931 року.

## Біографія
Член РСДРП(б) з 1917 року.
Перебував на відповідальній партійній роботі.
20 листопада 1930 — 14 листопада 1931 року — член Секретаріату ЦК КП(б) Грузії.
До 1937 року — 1-й секретар Горійського районного комітету КП(б) Грузії.
1937 року заарештований органами НКВС. 27 січня 1938 року розстріляний.
Посмертно реабілітований.